# Neotermitosocius bolivianus
Neotermitosocius bolivianus (лат.) — вид термитофильных коротконадкрылых жуков из подсемейства Aleocharinae, единственный в составе монотипического рода Neotermitosocius. Южная Америка: Боливия (Cochabamba, высота около 1000 м). Длина около 2 мм. Тело оранжево-коричневого цвета. Усики 11-члениковые. Крылья развиты. Пронотум поперечный (длина переднегрудки — 0,30—0,40 мм, ширина — 0,54—0,72 мм), плотно покрытый щетинками, с двумя длинными макросетами (волосками) на переднебоковых углах. Надкрылья слегка длиннее своей ширины (длина — 0,42—0,44 мм, ширина — 0,30—0,34 мм). Передние и средние лапки 4-члениковые, а задние состоят из 5 члеников (формула лапок: 4-4-5). Нижнечелюстные щупики 4-члениковые, а нижнегубные состоят из 3 сегментов.
Биология неизвестна. Предположительно термитофилы, как и другие представители трибы Termitohospitini, к которой относится этот таксон. Вместе с родами Blapticoxenus Mann, 1923, Paratermitosocius Seevers, 1941, Termitohospes Seevers, 1941, Termitosodails Seevers, 1941, и Termitosocius Seevers, 1941 образует подтрибу Termitohospitina.